# امرأة مفقودة (مسلسل)
امرأة مفقودة، مسلسل خليجي درامي عرض في يناير عام 2015.

## قصة المسلسل
يناقش المسلسل مسببات فتور العلاقة الزوجية، التي يصبح الطرفان بعدها غير قادرين على الاستمرار، وبالتالي يذهب الأبناء ضحية للنتيجة الطبيعية لذلك وهي الانفصال، كما يقدم دروسًا في طريقة تعامل الزوجين لاستمرار الحياة بينهما.

## طاقم العمل
•  خالد أمين
•  إبراهيم الزدجالي
•  شهد الياسين
•  عبد الرحمن العقل
•   أسمهان توفيق
•  عبدالله الطراروة
•  نواف النجم
•  غرور
•  إسماعيل الراشد
•  صابرين بورشيد
•  الطفلة دانة الراشد
•   سعاد سلمان
- أحمد النجار